# Scoparia pediopola
Scoparia pediopola là một loài bướm đêm trong họ Crambidae.